# Velasco Velásquez
Velasco Velásquez war ein baskischer Herrscher von Pamplona im frühen 9. Jahrhundert.
Von dem maurischen Chronisten Ibn Hayyan wird „der Feind Gottes“ Velasco (‘adūw Allāh Balašk al-Yalašqī) für das Jahr 816 als Herr von Pamplona genannt, der von einem maurischen Heer angegriffen und besiegt wurde. Über seinen weiteren Verbleib nach der Schlacht weiß diese Quelle nichts zu berichten.
Wahrscheinlich hatte Velasco als Nachfolger des Aureolus († 809) als Amtsgraf der fränkischen Könige in Pamplona amtiert, unter deren Kontrolle die Stadt seit 806 seit der Vertreibung der muslimischen Banu Qasi gestanden hatte. Seine Niederlage gegen die Mauren dürfte allerdings den nationalbaskischen Widerstand unter Íñigo Arista und den Banu Qasi begünstigt haben, in deren Folge Pamplona im Jahr 824 dem Frankenreich verloren gegangen war.
Möglicherweise war Velasco ein Onkel des García Galíndez, Graf von Aragón, gewesen, dessen Vater ebenfalls das Patronym „Velásquez“ getragen hatte.